# Morden (stanice metra v Londýně)
Morden je stanice metra v Londýně, otevřená 13. září 1926. Nachází se v tarifní zóně 4. Leží v londýnském obvodu Merton a jedná se o nejjižněji položenou stanici londýnského metra. Nachází se na lince Northern Line, jejíž je konečnou stanicí (předcházející stanicí je South Wimbledon). U stanice leží jedno ze čtyř dep pro vlaky Northern Line.

## Historie
V období po první světové válce se začalo znovu uvažovat o předválečných plánech na rozšíření sítě metra, které bylo kvůli konfliktu nutné odložit. Jedním z těchto plánů byla Wimbledon and Sutton Railway (W&SR), plánovaná železniční linka z Wimbledonu do Suttonu. Jelikož čerpání financí, které poskytla vláda jako součást poválečného balíčku, bylo časově omezené, byla už v listopadu roku 1922 navrhnuta stavba této tratě zároveň s prodloužením City and South London Railway (C&SLR) jižně z Clapham Common. Tyto dvě linky by se podle plánů spojily jižně od dnešní stanice Morden. Stanice na W&SR by se jmenovala South Morden a stanice na C&SLR North Morden. Součástí plánů bylo také vybudování depa, které by využívaly vlaky obou linek.
Plány se setkaly s odporem u Southern Railway, která v důsledku stavby očekávala pokles počtu pasažérů. V červenci roku 1923 se podařilo dojednat kompromis. Prodloužení C&SLR bylo povoleno a výstavba začala na konci roku 1923. Stanice Morden byla společně s celým budovaným úsekem otevřena 13. září 1926.
Krátce po jejím otevření se ze stanice stal významný uzel autobusové dopravy. Autobusové linky spojily Morden s předměstími jižního Londýna a Surrey a svážely cestující ke stanici, aby následně přestoupili na metro. Návazná doprava měla za důsledek pokles počtu cestujících na hlavních tratích Southern Railway v regionu. Podle odhadů z roku 1928 kvůli nim železniční společnost přišla ročně asi o čtyři miliony pasažérů. Díky výstavbě metra také došlo k rozvoji okolí. Populace původně venkovských oblastí, kudy nová linka procházela se mezi lety 1921 a 1931 téměř zdesetinásobila.
Zpráva z roku 1946 označila větev Northern Line končící stanicí Morden za nejvytíženější úsek londýnského metra. Aby se tomuto úseku ulevilo, bylo navržena stavba druhého páru tunelů, který by vedl mezi stanicemi Kennington a Tooting Broadway. Také se uvažovalo o prodloužení linky dále na jih. Tyto plány nebyly nikdy realizovány.

## Budova stanice

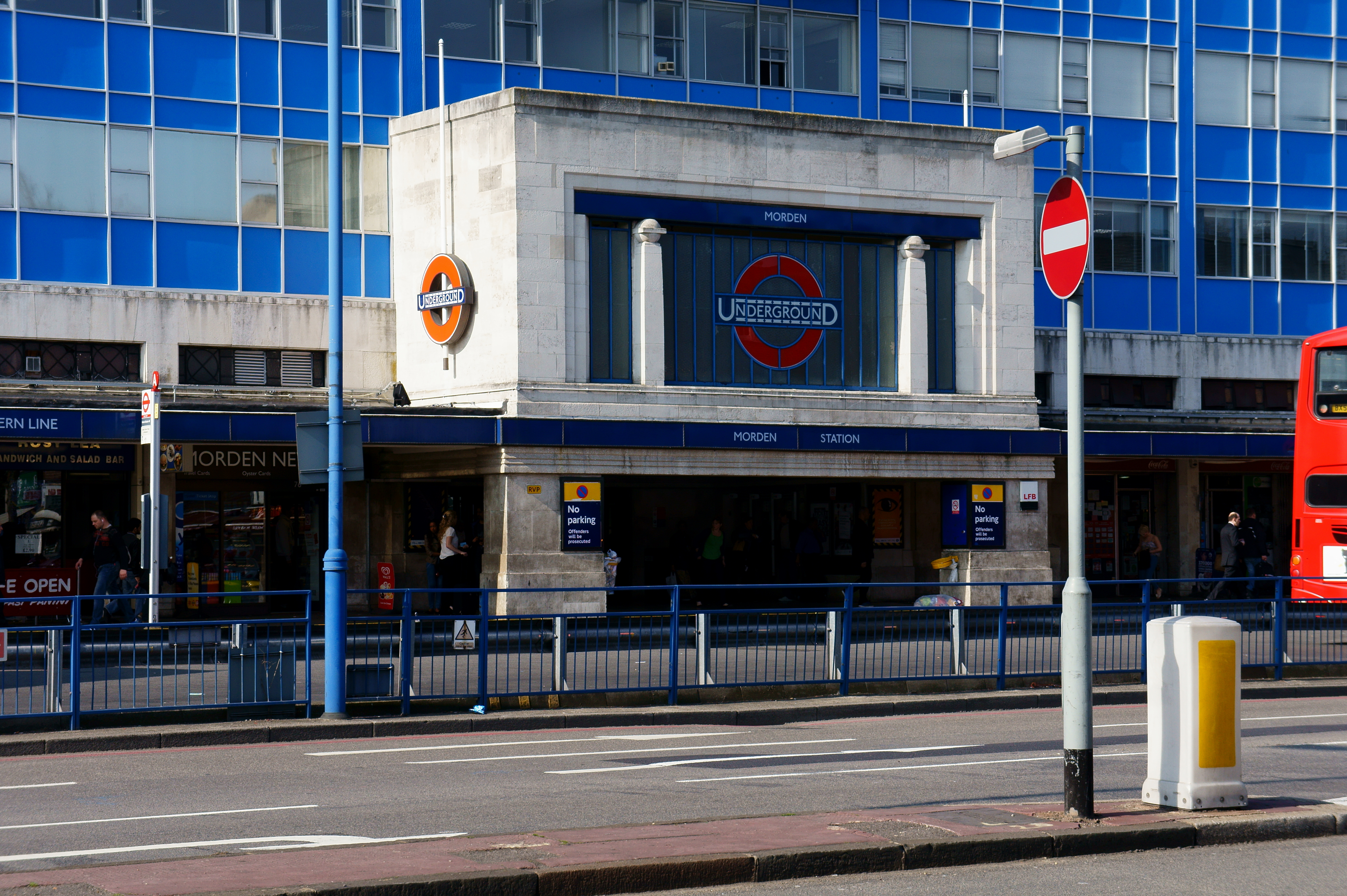
Budova stanice při pohledu z ulice

Stanice byla stavěna ve venkovské oblasti na zelené louce, tudíž na ni bylo dost místa. Morden, stejně jako ostatní stanice na novém úseku C&SLR, navrhl architekt Charles Holden. Byl to jeho první významnější projekt pro londýnské metro. Staniční budova byla postavena z portlandského vápence. V návrhu stanice hrálo významnou roli světlo. Budova byla zvenčí v noci nasvětlená, aby byla poznat zdálky. Pro osvětlení interiéru slouží kovový lustr zavěšený ve vstupní hale. Nad vstupem se nachází prosklená plocha, která dovnitř propouští venkovní světlo. Skleněný povrch je rozdělen sloupy na tři části. Hlavice sloupů představují trojrozměrnou verzi znaku londýnského metra. Prostřední části nad hlavním vchodem je dominuje tento symbol ve větším dvourozměrném provedení. Po obou stranách se nacházejí obchody. Vestibul stanice má půdorys osmiúhelníku a stejný tvar má i střešní okno, které umožňuje světlu vstoupit do budovy. Ve vestibulu se původně nacházely dřevěné pokladny, kde se prodávaly a kontrolovaly jízdenky, ale časem byly nahrazeny automatickými turnikety.
Hlavní stavba stanice s obchody po obou stranách byla navržena s tím, že bude později rozšířena do výšky. To se stalo okolo roku 1960, kdy byla na střeše stanice postavena tři patra kanceláří.
Na rozdíl od ostatních stanic, které byly postaveny jako součást prodloužení linky, nejsou zde nástupiště v tunelech, ale v zářezu. Dále na sever pak koleje pokračují do tunelu, který je s délkou 27,6 km nejdelším tunelem londýnského metra. Stanicí procházejí tři koleje a má tři nástupiště, z nichž dvě jsou ostrovní a jedno boční. Nástupiště jsou přístupná po schodišti z vestibulu a jsou označená čísly 1 až 5 od východu k západu (ostrovní nástupiště mají pro obě strany čísla zvlášť).
V roce 2007 došlo k rekonstrukci, jejíž součástí byla instalace dvou výtahů a přestavba schodišť mezi nástupišti. Stanice je díky výtahům bezbariérově přístupná.
Stanice je evidována radou obvodu Merton jako architektonicky hodnotná, ale není oficiálně památkově chráněna jako mnohé jiné stanice Charlese Holdena na společně budovaném úseku linky.

## Provoz
Stanice Morden se nachází na Northern Line, jejíž je jižní konečnou stanicí. Nachází se v tarifní zóně 4. Předcházející stanicí je South Wimbledon. Vlaky obsluhují stanici v průběhu celého dne kromě nočních hodin většinou v intervalu dvou až pěti minut. V pátek a v sobotu je k dispozici noční provoz linky přes Charing Cross do High Barnet či Edgware s frekvencí osmi odjezdů za hodinu (čtyři do každé větve). TfL stanici klasifikuje jako „metro“.

### Dopravní návaznost
Stanici obsluhují autobusové linky 80, 93, 118, 154, 157, 163, 164, 201, 293, 413, 470, K5 a také noční linky N133 a N155.

### Využití stanice
| Rok  | Počet cestujících |
| ---- | ----------------- |
| 2019 | 9,78 mil.         |
| 2020 | 4,55 mil.         |
| 2021 | 5,09 mil.         |
| 2022 | 7,25 mil.         |
| 2023 | 9,05 mil.         |
| 2024 | 8,95 mil.         |

## Galerie

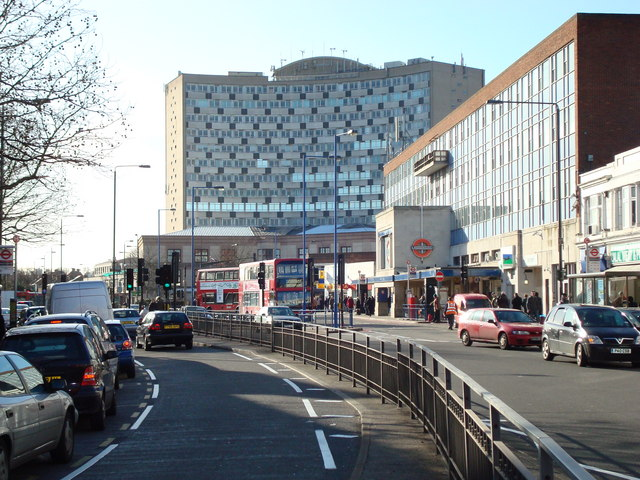
Budova stanice (vpravo)
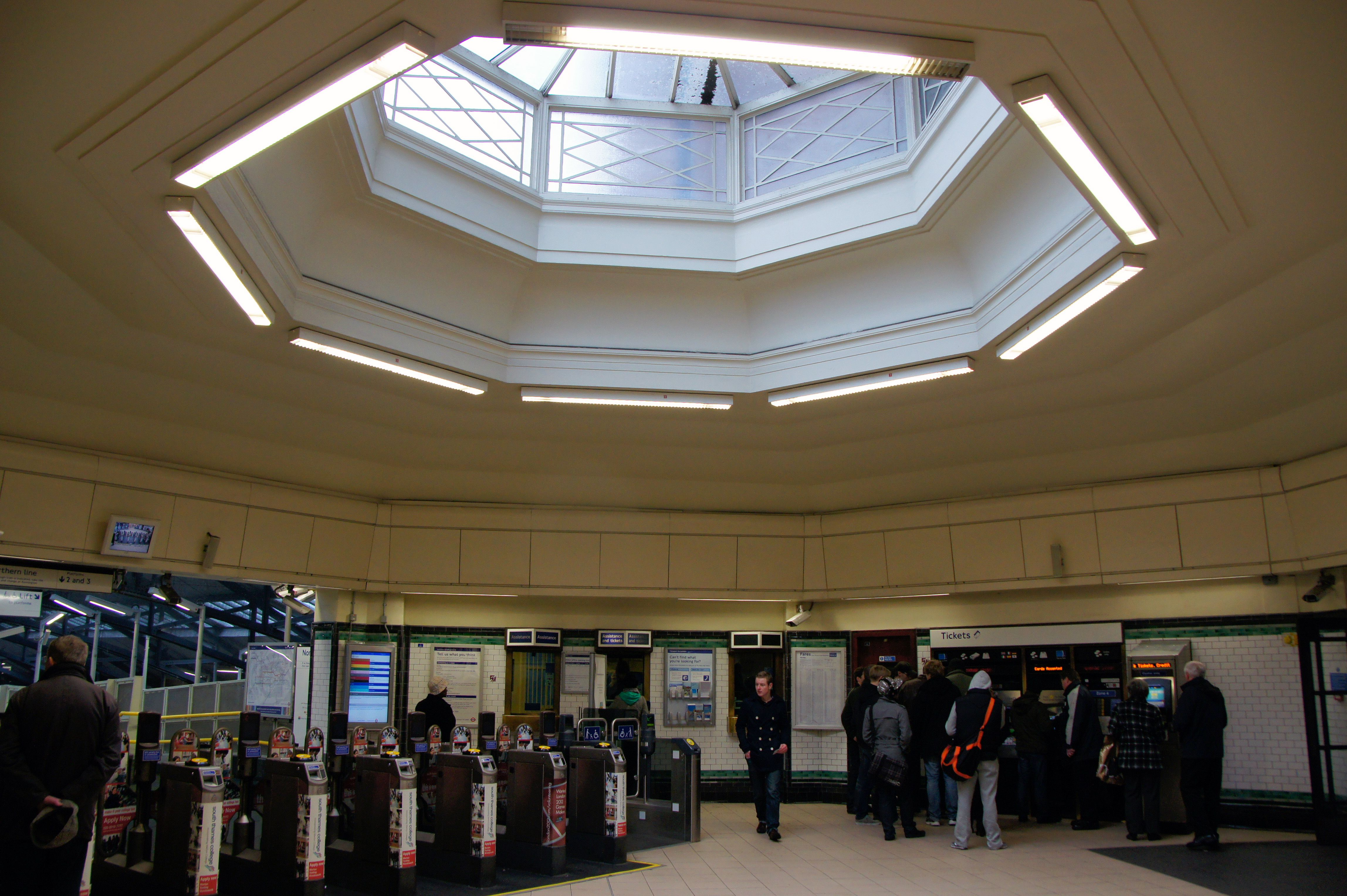
Vestibul stanice Morden
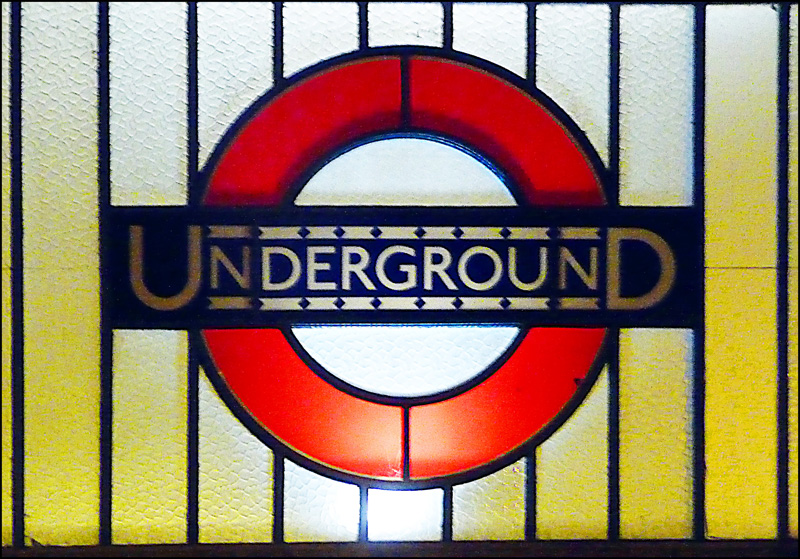
Logo na průčelí, detailní pohled zevnitř
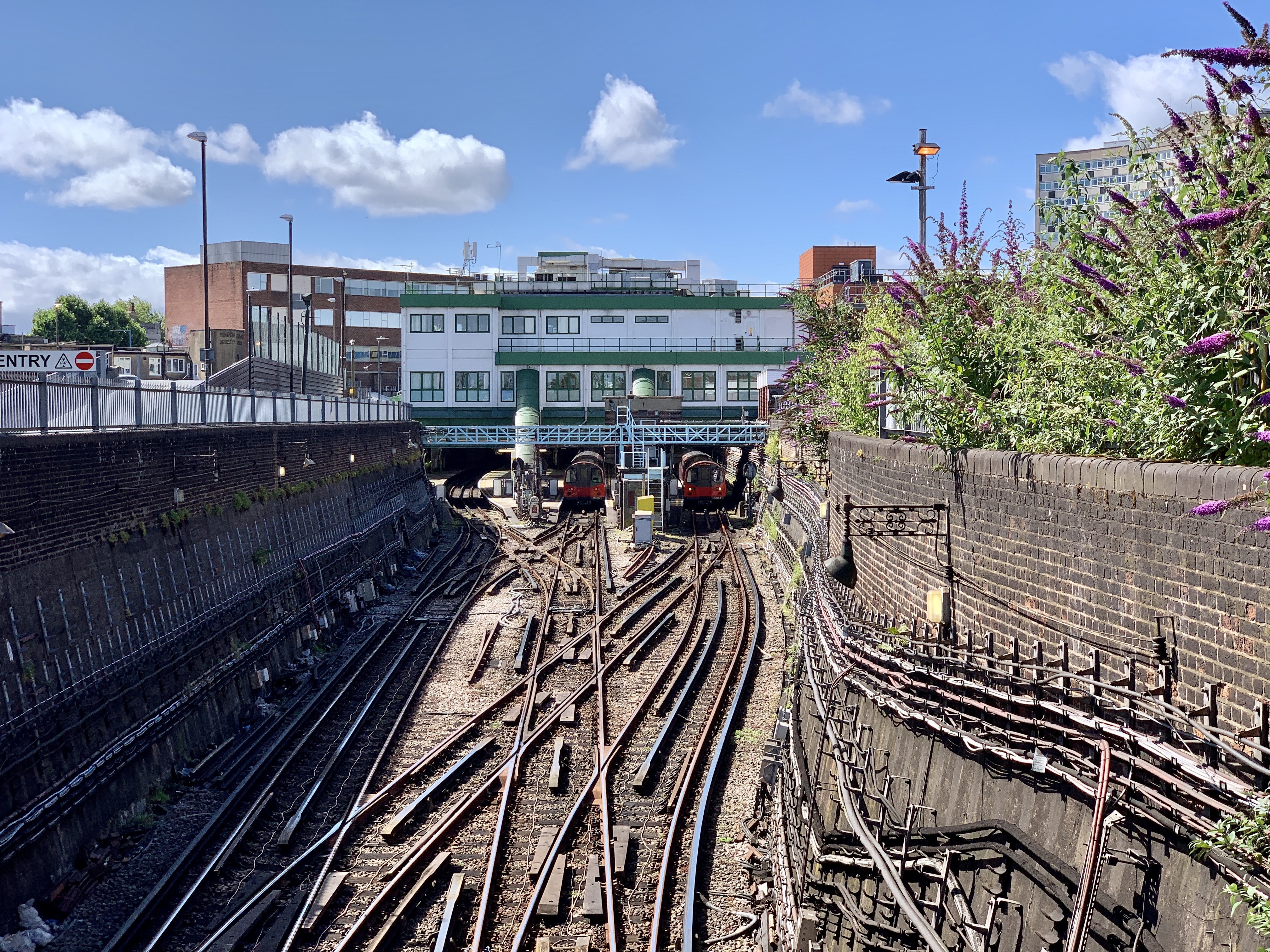
Pohled na koleje vedoucí do stanice ze severu
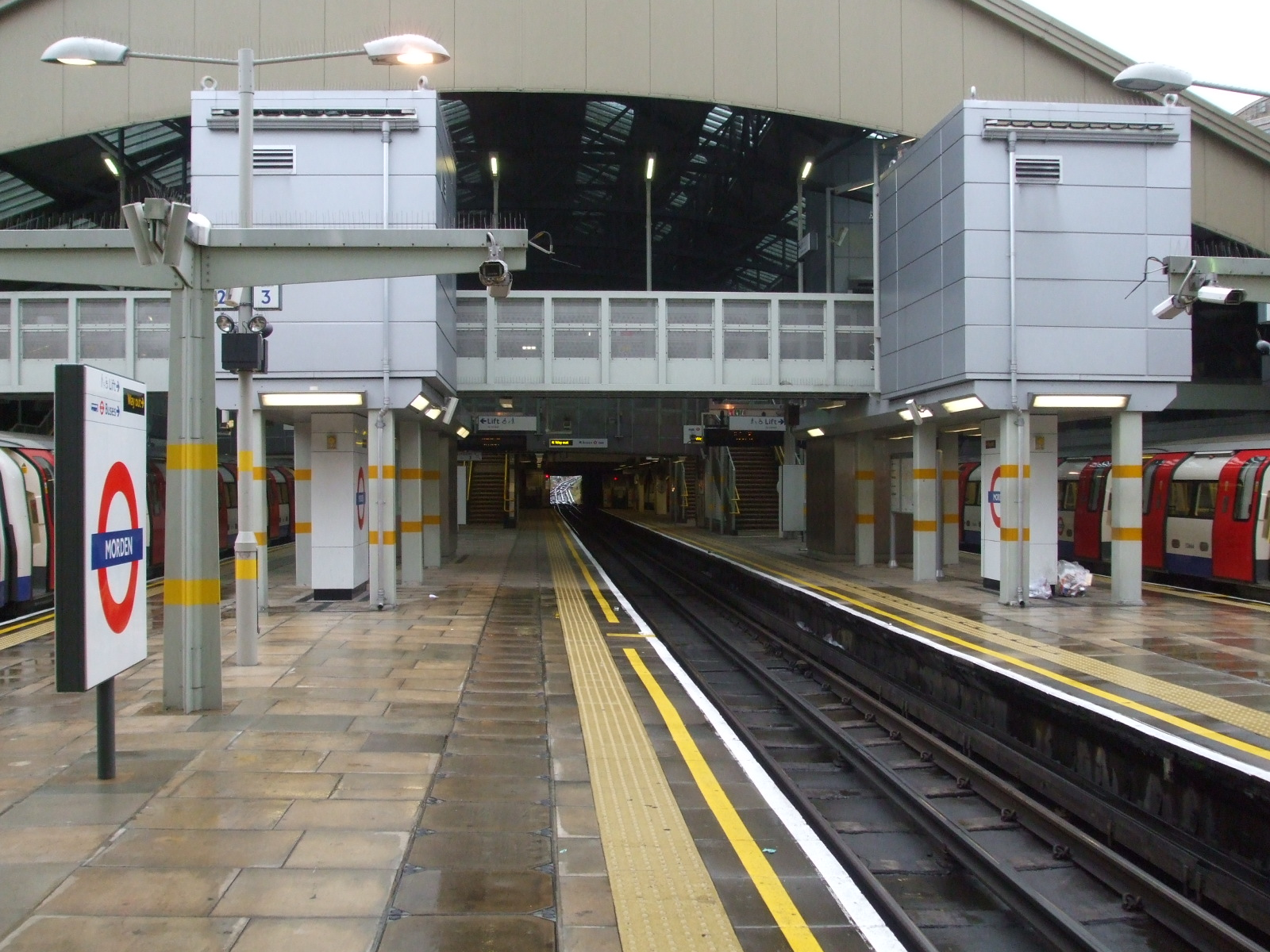
Nástupiště ve stanici
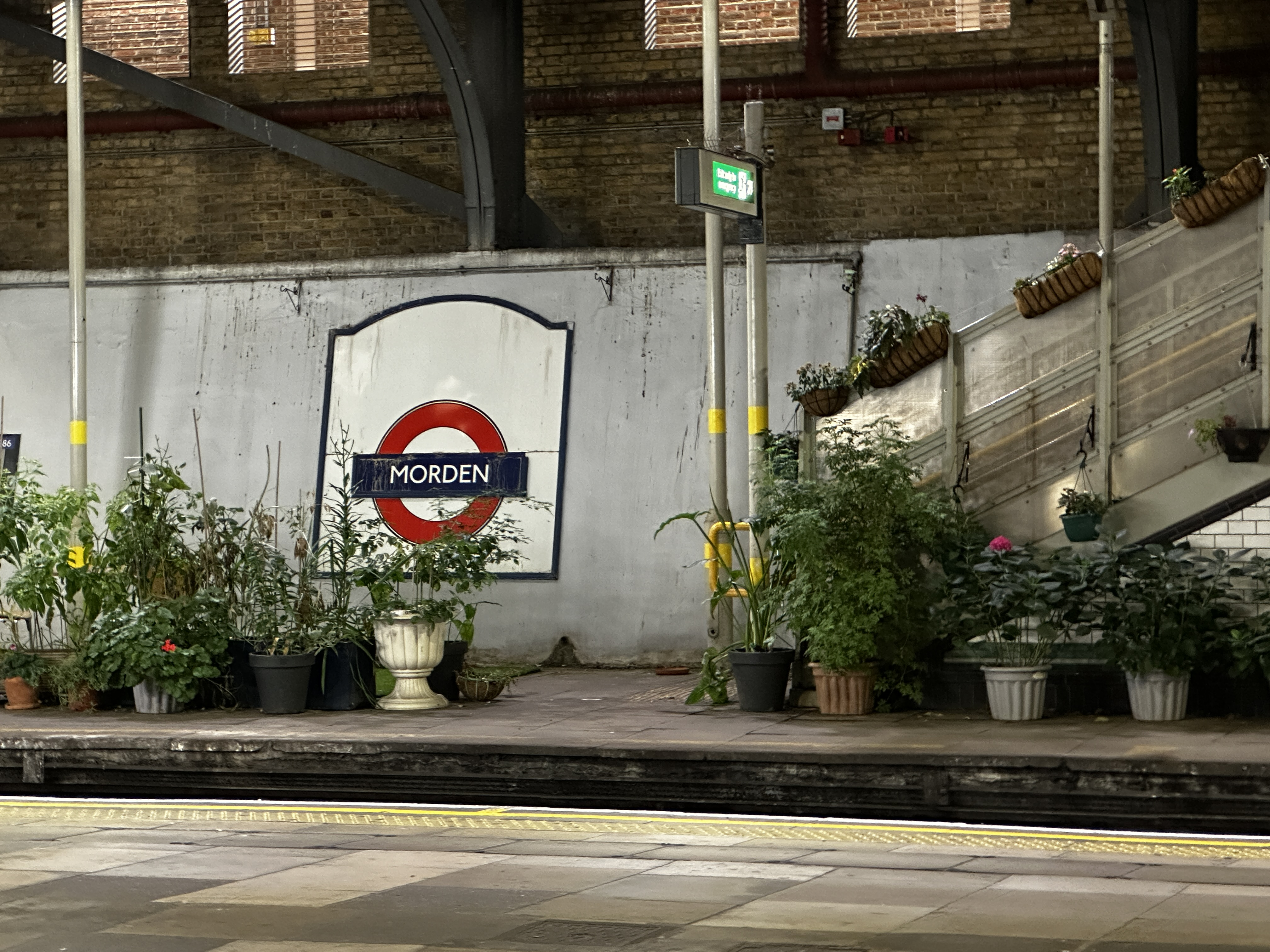
Nepoužívané nástupiště
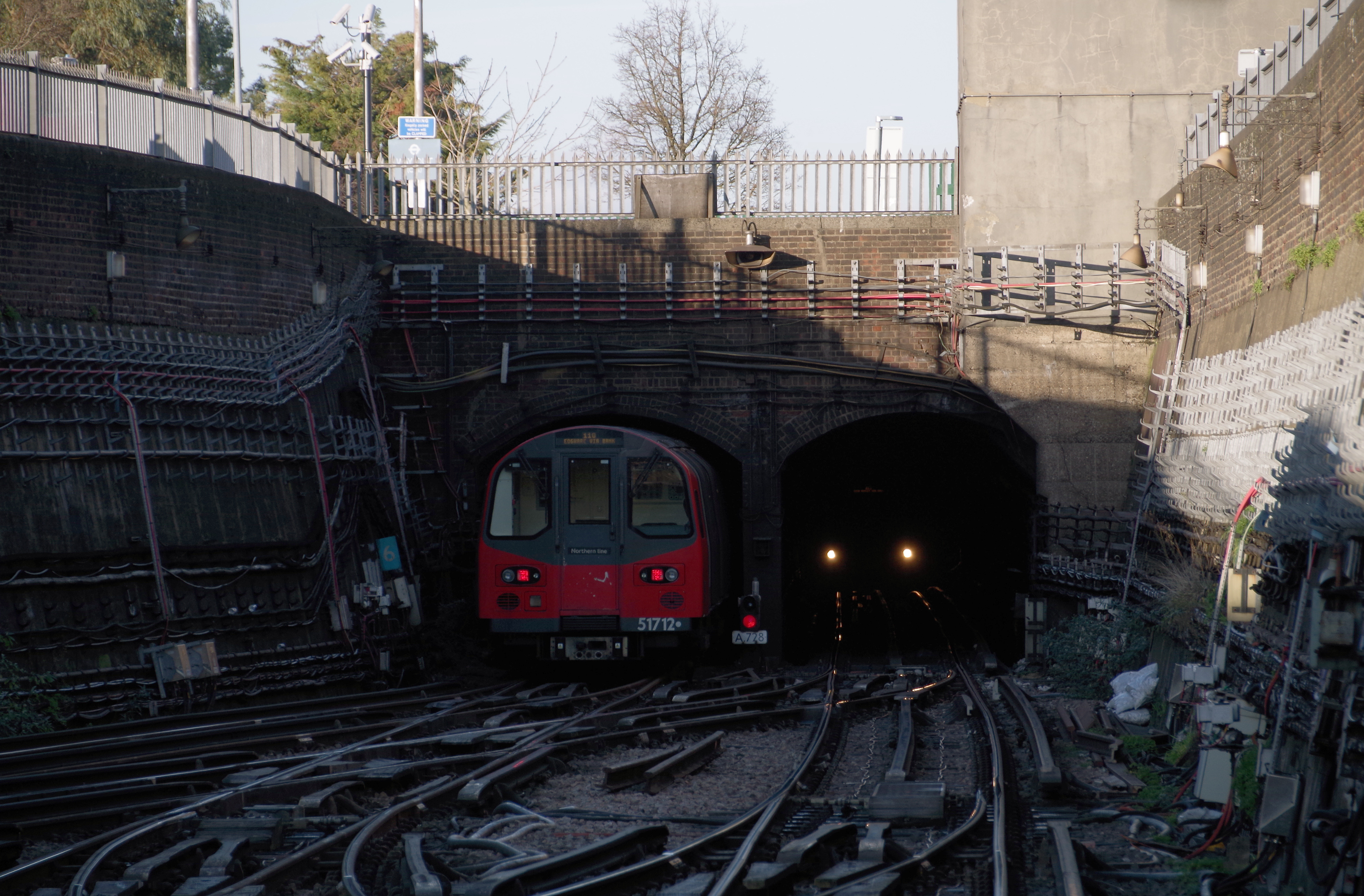
Vjezd do tunelu severně od stanice; jedná se o nejdelší tunel v celé síti metra
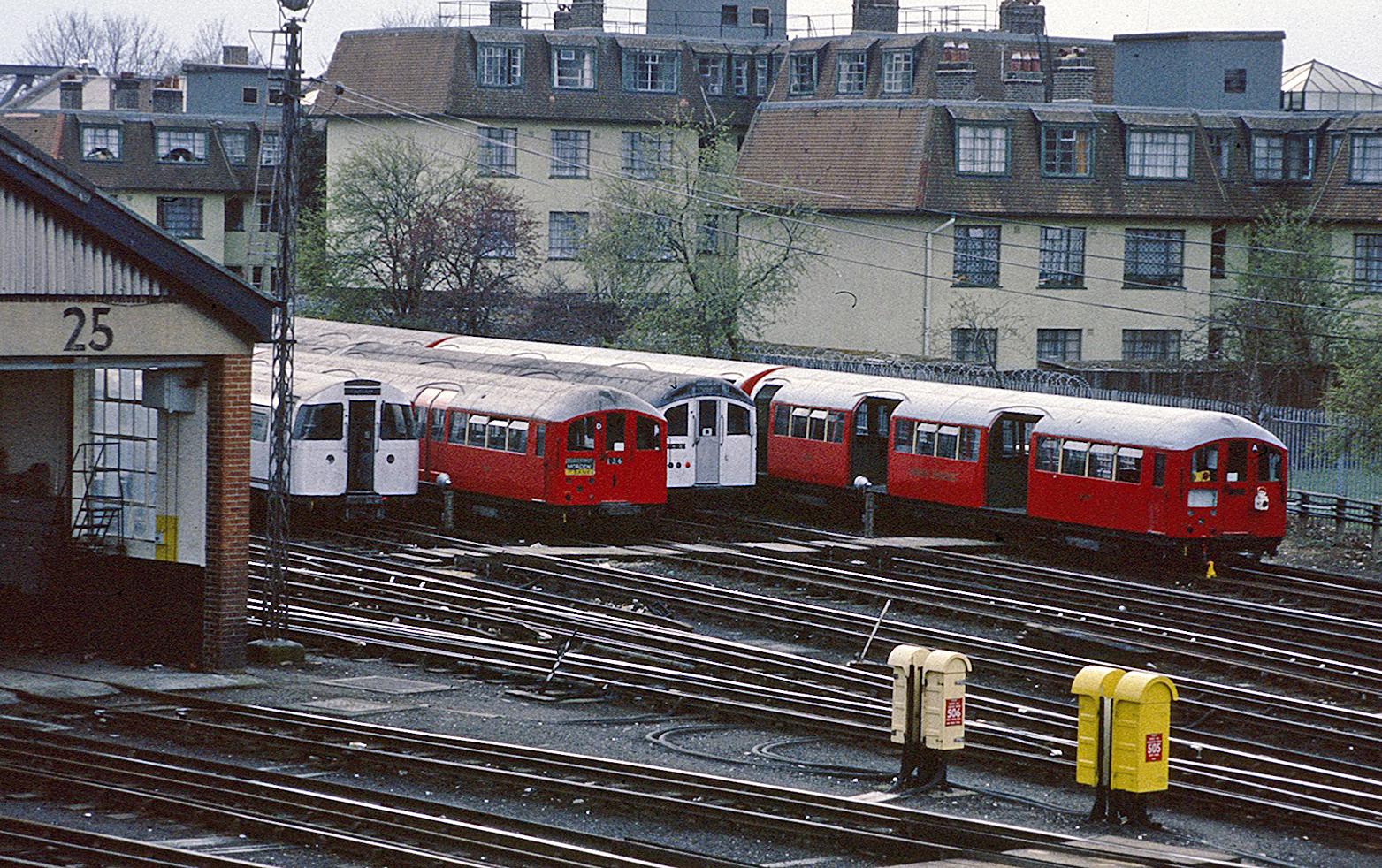
Depo Morden se nachází jižně od stanice (2010)
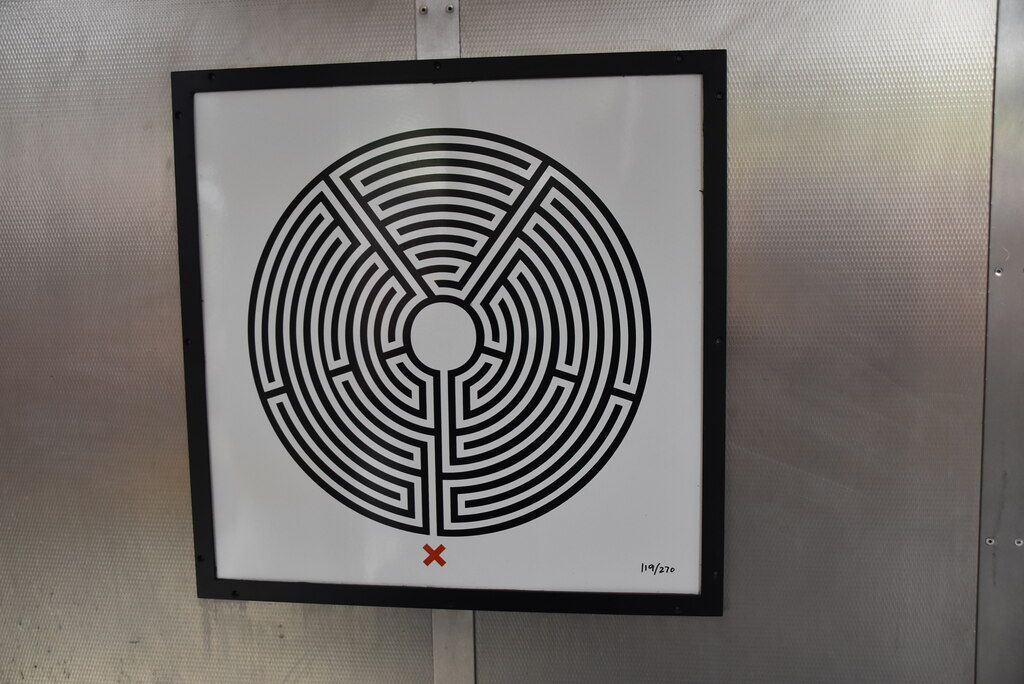
Instalace „Labyrinth“ s číslem 119